# Wiplala
Wiplala is een kinderboek, geschreven door Annie M.G. Schmidt met zwart-wittekeningen van Jenny Dalenoord. De eerste druk verscheen in 1957 bij uitgeverij Querido als Jeugdsalamander met een gekleurde boekomslag. In 2007 verscheen de 38e druk, inmiddels met tekeningen van Philip Hopman.
Het is een fantasieverhaal dat zich afspeelt rondom een soort kabouter, een 'wiplala', die toevalligerwijs terechtkomt bij het gezin Blom in Amsterdam-Zuid.

## Verhaalverloop
Bij het arme gezin Blom, dat bestaat uit de vader en zijn twee kinderen Johannes en Nella Della, vangt de poes Vlieg op een dag een soort klein kaboutertje dat uit een muizenhol tevoorschijn komt. Het mannetje blijkt te kunnen toveren en verandert Vlieg in steen. Dan stelt hij zich voor aan het gezin en vertelt hij zijn verhaal: hij is een 'wiplala' en komt van het zuidelijk halfrond. Voor zijn toverkunsten heeft hij een eigen woord, 'tinkelen'. Omdat hij nog niet goed genoeg kan tinkelen, is hij weggestuurd door de andere wiplala's. 
Wiplala mag bij het gezin Blom blijven. Hij haalt allerlei gekke dingen uit: zo tinkelt hij voortdurend het eten dat er op tafel staat om in iets wat de kinderen lekkerder vinden. Vader Blom is hier niet blij mee. Wiplala wil niet aan de andere mensen getoond worden. Als de straatarme buurman van het gezin, de dichter Arthur Hollidee, op bezoek is, ziet hij Wiplala toevallig. Wiplala is bang en verandert ook de dichter in steen. Hollidees zuster denkt dat hij van de honger versteend is. 
Nadat vader Blom de rekening van een etentje niet kan betalen, verandert Wiplala hen in net zulke kleine wezentjes als hijzelf zodat ze kunnen vluchten. Het lukt Wiplala hierna lange tijd niet om de drie weer groot te maken. Als de werkster, mevrouw Dingemans, allerlei mensen uitnodigt om hen zo te zien, slaan ze op de vlucht en komen in allerlei hachelijke situaties terecht. Via een fruitmand voor een ziek meisje en haar dokter Vink belanden ze uiteindelijk bij twee rijke oude dames in een grachtenhuis, die ze de stuipen op het lijf jagen. Ze roepen de hulp weer in van dokter Vink, die als enige hun verhaal kent. De dokter maakt de twee dames wijs dat ze aan waanvoorstellingen lijden.
Uiteindelijk komt Wiplala er toch achter hoe hij het gezin weer terug tot hun normale grootte kan tinkelen: door een bepaald soort rode besjes te eten. Ook tinkelt Wiplala nu de dichter Hollidee, die door zijn standbeeld beroemd is geworden en veel dichtbundels verkocht heeft en dus niet arm meer is, weer terug in een levend mens. Dit gebeurt net op het moment dat de minister het standbeeld van de dichter onthult, ter gelegenheid van de 50ste geboortedag van Arthur Hollidee. Het standbeeld komt hierdoor ter plekke tot leven.
Wiplala denkt nu dat hij goed genoeg tinkelen en gaat terug naar waar hij vandaan komt. Nella Della vindt nog een versteende kruisspin terug die Wiplala is vergeten terug te tinkelen.

## Vervolg
In 1962 verscheen er een vervolg, Wiplala weer, eveneens met tekeningen van Dalenoord. Voorafgaand aan de boekuitgaven verschenen beide boeken, inclusief de illustraties van Dalenoord, eerst in afleveringen in het kindertijdschrift Kris Kras.

## Bewerkingen
In november 2014 is de film Wiplala verschenen, gemaakt door regisseur Tim Oliehoek en producent Burny Bos. De rol van Wiplala wordt gespeeld door Géza Weisz.